# Saint-Michel-en-l'Herm
Pour les articles homonymes, voir Saint-Michel.
Saint-Michel-en-l'Herm est une commune du Centre-Ouest de la France, située dans le département de la Vendée en région Pays de la Loire.

## Géographie
Le territoire municipal de Saint-Michel-en-l'Herm s'étend sur 5 785 hectares. L'altitude moyenne de la commune est de 2 mètres, avec des niveaux fluctuant entre 1 et 17 mètres,.
Commune dont les terres façonnées par l'agriculture descendent jusqu'au littoral.
| Grues                     | Saint-Denis-du-Payré   |                  |
|                           | Saint-Michel-en-l'Herm | Triaize          |
| L'Aiguillon-la-Presqu'île |                        | océan Atlantique |

### Climat
Pour des articles plus généraux, voir Climat des Pays de la Loire et Climat de la Vendée.
En 2010, le climat de la commune est de type climat méditerranéen altéré, selon une étude du CNRS s'appuyant sur une série de données couvrant la période 1971-2000. En 2020, Météo-France publie une typologie des climats de la France métropolitaine dans laquelle la commune est exposée à un climat océanique et est dans une zone de transition entre les régions climatiques « Bretagne orientale et méridionale, Pays nantais, Vendée » et « Littoral charentais et aquitain ». 
Pour la période 1971-2000, la température annuelle moyenne est de 12,5 °C, avec une amplitude thermique annuelle de 13,5 °C. Le cumul annuel moyen de précipitations est de 771 mm, avec 12,1 jours de précipitations en janvier et 5,6 jours en juillet. Pour la période 1991-2020, la température moyenne annuelle observée sur la station météorologique de Météo-France la plus proche, sur la commune d'Angles à 13 km à vol d'oiseau, est de 13,2 °C et le cumul annuel moyen de précipitations est de 869,3 mm,. Pour l'avenir, les paramètres climatiques de la commune estimés pour 2050 selon différents scénarios d'émission de gaz à effet de serre sont consultables sur un site dédié publié par Météo-France en novembre 2022.

## Urbanisme

### Typologie
Au 1er janvier 2024, Saint-Michel-en-l'Herm est catégorisée bourg rural, selon la nouvelle grille communale de densité à sept niveaux définie par l'Insee en 2022.
Elle appartient à l'unité urbaine de Saint-Michel-en-l'Herm, une unité urbaine monocommunale constituant une ville isolée,. La commune est en outre hors attraction des villes,.
La commune, bordée par l'océan Atlantique, est également une commune littorale au sens de la loi du 3 janvier 1986, dite loi littoral. Des dispositions spécifiques d’urbanisme s’y appliquent dès lors afin de préserver les espaces naturels, les sites, les paysages et l’équilibre écologique du littoral, tel le principe d'inconstructibilité, en dehors des espaces urbanisés, sur la bande littorale des 100 mètres, ou plus si le plan local d’urbanisme le prévoit.

### Occupation des sols
L'occupation des sols de la commune, telle qu'elle ressort de la base de données européenne d’occupation biophysique des sols Corine Land Cover (CLC), est marquée par l'importance des territoires agricoles (94,5 % en 2018), en diminution par rapport à 1990 (96,1 %). La répartition détaillée en 2018 est la suivante : 
terres arables (85,3 %), prairies (6,9 %), zones urbanisées (4,8 %), zones agricoles hétérogènes (2,3 %), zones humides côtières (0,7 %). L'évolution de l’occupation des sols de la commune et de ses infrastructures peut être observée sur les différentes représentations cartographiques du territoire : la carte de Cassini (XVIIIe siècle), la carte d'état-major (1820-1866) et les cartes ou photos aériennes de l'IGN pour la période actuelle (1950 à aujourd'hui).

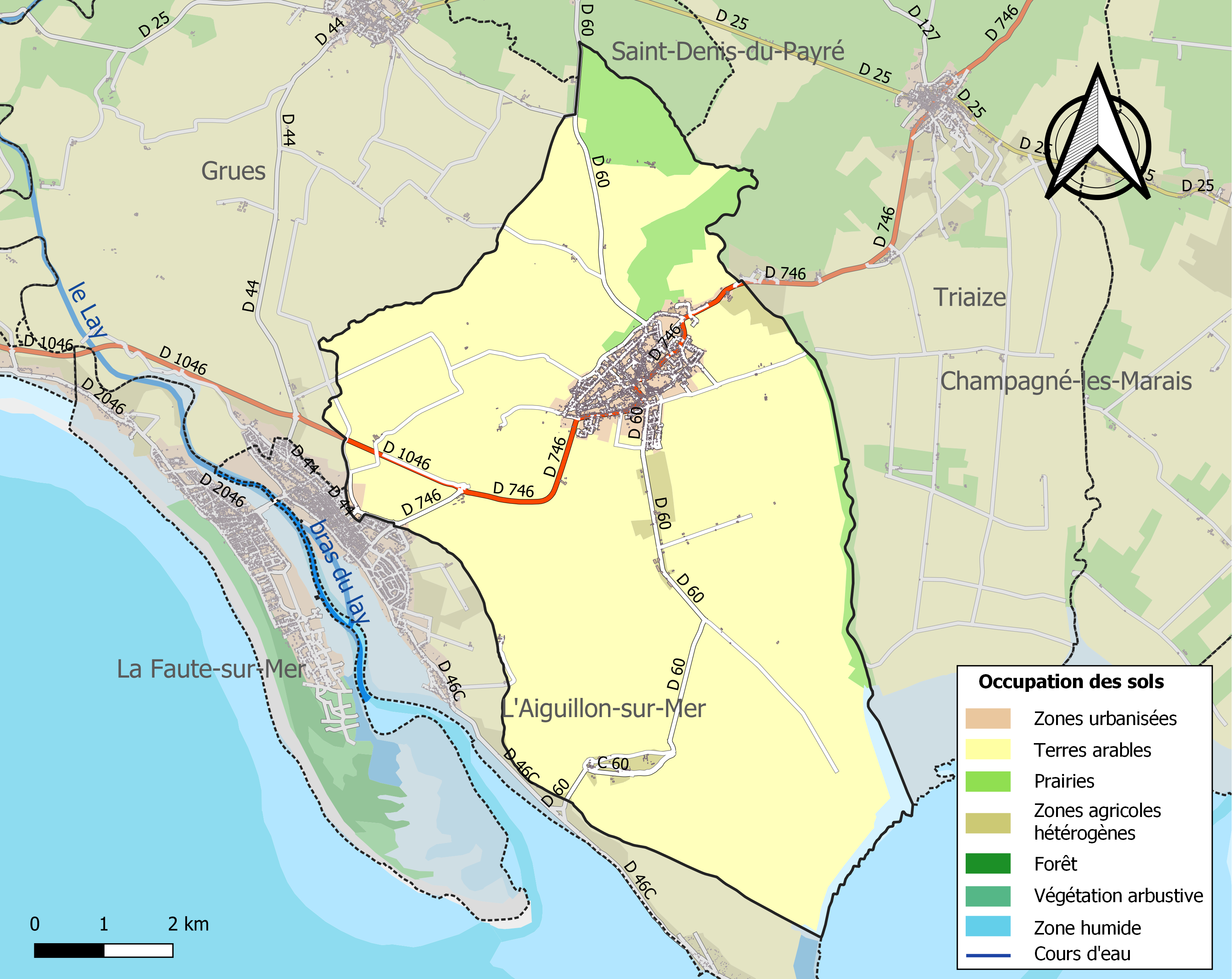
Carte des infrastructures et de l'occupation des sols de la commune en 2018 (CLC).

## Toponymie
Durant la Révolution, la commune porte le nom de L'Union-sur-Mer.
Le latin classique utilisait un mot hérité du grec eremus pour désigner le désert, la solitude. Eremus a gardé ce sens de désert, de solitude, d’ermitage, mais, parallèlement, est apparu le sens rural de « lande stérile », en bas latin herma terra. Le latin chrétien a emprunté au grec le terme « ermite », « celui qui vit dans la solitude ».

## Histoire
Saint-Michel-en-l'Herm, ancienne île du golfe des Pictons, est entourée de terres riches conquises sur la mer au cours des siècles.
En 1017, le dernier raid viking contre le Bas-Poitou atteint Saint-Michel-en-l’Herm.

## Population et société

### Démographie

#### Évolution démographique
L'évolution du nombre d'habitants est connue à travers les recensements de la population effectués dans la commune depuis 1793. Pour les communes de moins de 10 000 habitants, une enquête de recensement portant sur toute la population est réalisée tous les cinq ans, les populations de référence des années intermédiaires étant quant à elles estimées par interpolation ou extrapolation. Pour la commune, le premier recensement exhaustif entrant dans le cadre du nouveau dispositif a été réalisé en 2005.

En 2022, la commune comptait 2 347 habitants, en évolution de −0,38 % par rapport à 2016 (Vendée : +5,33 %, France hors Mayotte : +2,11 %).
| 1793 | 1800 | 1806  | 1821  | 1831  | 1836  | 1841  | 1846  | 1851  |
| ---- | ---- | ----- | ----- | ----- | ----- | ----- | ----- | ----- |
| 918  | 832  | 1 081 | 1 582 | 2 295 | 2 105 | 2 677 | 2 841 | 2 763 |

| 1856  | 1861  | 1866  | 1872  | 1876  | 1881  | 1886  | 1891  | 1896  |
| ----- | ----- | ----- | ----- | ----- | ----- | ----- | ----- | ----- |
| 2 962 | 3 139 | 3 222 | 2 994 | 2 991 | 2 896 | 2 890 | 2 826 | 2 866 |

| 1901  | 1906  | 1911  | 1921  | 1926  | 1931  | 1936  | 1946  | 1954  |
| ----- | ----- | ----- | ----- | ----- | ----- | ----- | ----- | ----- |
| 2 815 | 2 879 | 2 752 | 2 297 | 2 258 | 2 111 | 2 065 | 1 879 | 1 802 |

| 1962  | 1968  | 1975  | 1982  | 1990  | 1999  | 2005  | 2006  | 2010  |
| ----- | ----- | ----- | ----- | ----- | ----- | ----- | ----- | ----- |
| 1 965 | 1 898 | 1 937 | 1 944 | 1 999 | 1 931 | 1 948 | 1 958 | 2 186 |

| 2015  | 2020  | 2022  | - | - | - | - | - | - |
| ----- | ----- | ----- | - | - | - | - | - | - |
| 2 362 | 2 339 | 2 347 | - | - | - | - | - | - |

#### Pyramide des âges
La population de la commune est relativement âgée.
En 2018, le taux de personnes d'un âge inférieur à 30 ans s'élève à 21,1 %, soit en dessous de la moyenne départementale (31,6 %). À l'inverse, le taux de personnes d'âge supérieur à 60 ans est de 51,1 % la même année, alors qu'il est de 31,0 % au niveau départemental.
En 2018, la commune comptait 1 146 hommes pour 1 198 femmes, soit un taux de 51,11 % de femmes, légèrement inférieur au taux départemental (51,16 %).
Les pyramides des âges de la commune et du département s'établissent comme suit.
| Hommes | Classe d’âge | Femmes |
| ------ | ------------ | ------ |
| 0,7    | 90 ou +      | 2,7    |
| 14,4   | 75-89 ans    | 16,5   |
| 34,0   | 60-74 ans    | 33,8   |
| 16,7   | 45-59 ans    | 14,6   |
| 11,0   | 30-44 ans    | 13,1   |
| 9,0    | 15-29 ans    | 9,1    |
| 14,1   | 0-14 ans     | 10,3   |

| Hommes | Classe d’âge | Femmes |
| ------ | ------------ | ------ |
| 0,8    | 90 ou +      | 2,2    |
| 8,7    | 75-89 ans    | 11,1   |
| 20,3   | 60-74 ans    | 21,3   |
| 20     | 45-59 ans    | 19,4   |
| 17,5   | 30-44 ans    | 16,8   |
| 15     | 15-29 ans    | 13,2   |
| 17,7   | 0-14 ans     | 16,1   |

## Lieux et monuments
- L'abbaye royale de Saint-Michel-en-l'Herm[30],[31], dont les bâtiments appartiennent à la famille Le Roux depuis 1815 (le « Château »). Le maître autel en marbre polychrome de l'actuelle église provient de l'ancienne abbatiale.
- Église Saint-Michel.
- L'ancienne île de la Dive, aujourd'hui insérée dans les prises, terres de marais gagnées sur la baie de l'Aiguillon. Elle a été le siège d'un prieuré dont il reste les vestiges d'une chapelle.
- Le musée André-Deluol présente plus de 150 œuvres du sculpteur, réalisées de 1929 à 1995.
- La réserve naturelle régionale de la Ferme de Choisy est sur le territoire de la commune.

## Personnalités liées à la commune
- Julien David, donateur luçonnais, né le  19 décembre 1838 à Saint-Michel-en-l'Herm.
- Lancelot Voisin de La Popelinière (vers 1541-1608), homme de guerre et historien protestant, propriétaire du logis de la Dune (ile de Triaize) et ami de l'abbé de Saint Michel en l'Herm.
- Alfred Le Roux (1815-1880), propriétaire de l'ancienne abbaye, député de la Vendée, ministre de l'agriculture et du commerce sous le Second Empire.
- François Gaudineau, homme politique né le 24 mai 1817 à Saint-Michel-en-l'Herm (Vendée) et décédé le 1er février 1887 à Luçon.
- Maurice Le Roux (1923-1992), descendant du précédent, compositeur, chef d'orchestre et musicologue.
- Léon Bourrieau (1908-1974), aviateur français, est né le 15 juin 1908 à Saint-Michel-en-l'Herm[32].
- Fernand Neau et Alphonse Gouraud, natifs et habitants de la commune, ont été fusillés au fort du Mont-Valérien le 6 février 1942 pour avoir tenté de sauver de la captivité deux aviateurs britanniques abattus lors d'un bombardement du port de La Pallice, le 24 juillet 1941[33],[34].
- François Bégaudeau y situe l'action de son roman La Blessure, la vraie.
- François Bon, écrivain, y a passé son enfance.